# Kanodar
Kanodar är en ort i Indien.   Den ligger i distriktet Banās Kāntha och delstaten Gujarat, i den västra delen av landet, 700 km sydväst om huvudstaden New Delhi. Kanodar ligger 180 meter över havet och antalet invånare är 11 953.
Terrängen runt Kanodar är platt. Runt Kanodar är det tätbefolkat, med 459 invånare per kvadratkilometer. Närmaste större samhälle är Palanpur, 10,2 km norr om Kanodar. Trakten runt Kanodar består till största delen av jordbruksmark.